# Dodgeball
Dodgeball ist ein Mannschaftssport, bei dem die Spieler, ähnlich wie beim Völkerball, Bälle werfen, fangen oder diesen ausweichen müssen. In Nordamerika, Asien und Großbritannien ist Dodgeball weit verbreitet. In Kontinentaleuropa erfreut sich Dodgeball aber auch stetig wachsender Beliebtheit.

## Spiel

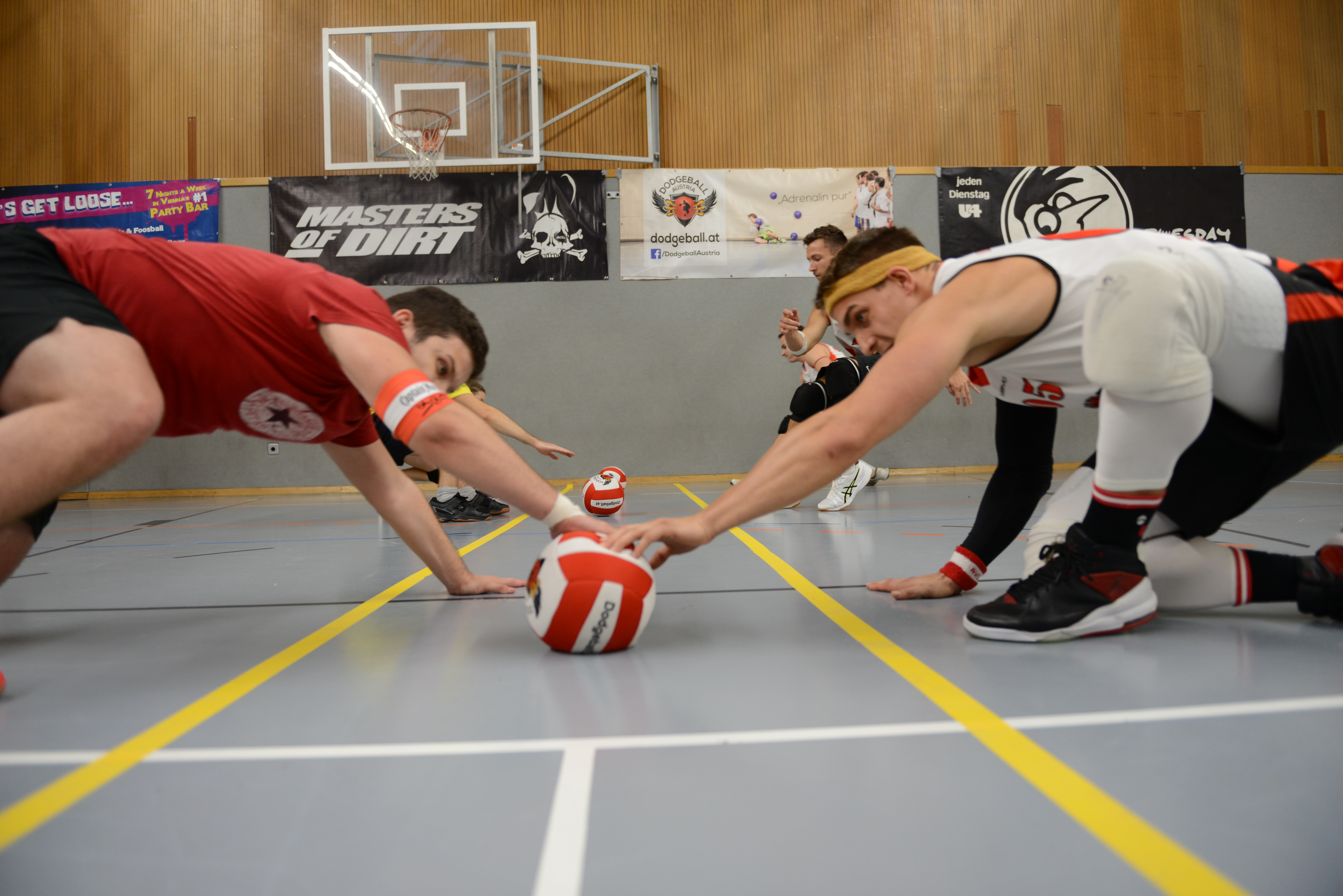
Dodgeball-Opening-Rush

Dodgeball ist von den Grundzügen ein schnell erlernbares Spiel und somit für alle Altersstufen geeignet. Die wichtigsten hier aufgelisteten Elemente und Regeln orientieren sich am offiziellen europäischen Regelwerk.
1. Spielaufbau
Wie beim Völkerball treten zwei Teams (meistens 6 gegen 6, Variationen möglich), auf zwei Spielhälften verteilt, gegeneinander an. In der Mitte befindet sich eine neutrale Zone (Center Zone oder Neutral Zone). Im Dodgeballspiel werden mehrere Bälle gleichzeitig verwendet (meistens 5).
2. Spieleröffnung (Opening Rush)
Die Spielbälle liegen zu Spielbeginn in der Mitte des Feldes in der Center Zone. Die sechs Spieler des Teams stehen am hinteren Ende ihrer Spielfeldhälfte und berühren mit einer Hand die Rückwand. Sollte ohne Rückwand gespielt werden, stehen sie hinter der Grundlinie. Auf Pfiff des Schiedsrichters laufen pro Mannschaft drei Spieler los und versuchen, die Bälle zu erobern. Diese müssen hinter die Attack Line gebracht werden, um sie zu aktivieren, danach beginnt das Spiel.
3. Ziel des Spiels
Ziel ist es, nach Ablauf der vorgegebenen Spielzeit (meistens drei Minuten) mehr Spieler auf dem Spielfeld zu haben als die gegnerische Mannschaft. Dies erreicht man durch Eliminieren von Gegenspielern. Im Optimalfall schafft man es, alle gegnerischen Spieler zu eliminieren. In diesem Fall endet das Spiel vorzeitig.
4. Eliminieren

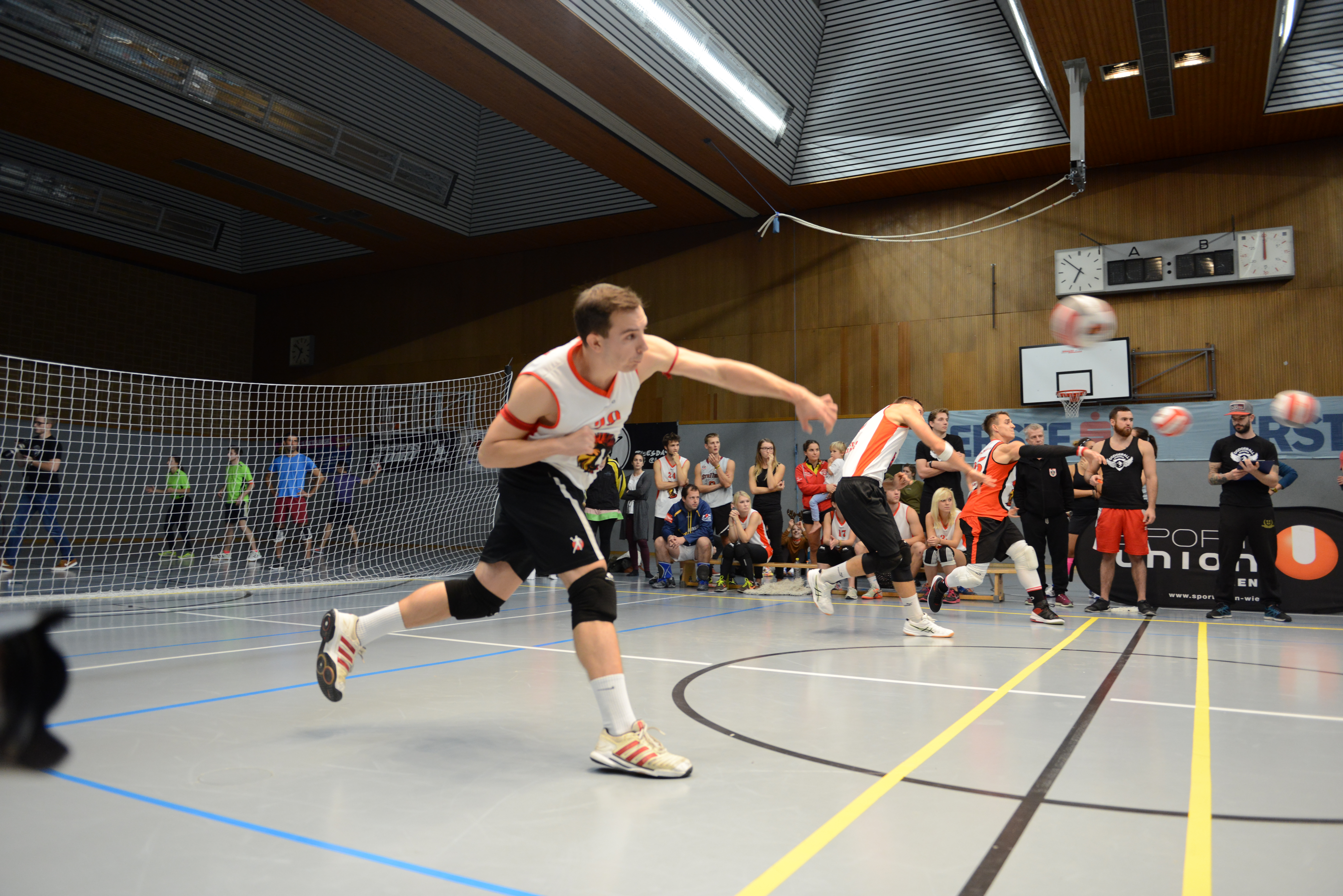
Michael Hoffmann ein Spieler der DC Vienna State Spartans bei einem Dodgeball-Wurf

Es gibt drei Möglichkeiten, einen Spieler zu eliminieren:
1. Durch das Abwerfen eines Gegenspielers. Der getroffene Spieler muss das Spielfeld verlassen. Ein Spieler ist abgeworfen, wenn er von einem geworfenen Ball der gegnerischen Mannschaft getroffen wird und der Ball danach den Boden, die Wand etc. berührt.
2. Durch Fangen eines geworfenen Balls. Der Spieler, der den Ball geworfen hat, muss das Spielfeld verlassen. Zusätzlich zu der Tatsache, dass durch Fangen eines Balles der Werfer „raus muss“, kommt von der Mannschaft des Fängers ein bereits eliminierter Spieler wieder zurück aufs Feld.
3. Durch Übertritt einer der Spielfeldbegrenzungen (Seitenlinie, Center-Zone-Linie, Grundlinie).

5. Blocken
Sollte man einen Ball zur Verteidigung in Händen halten und einen herankommenden Ball damit abblocken, so ist man nicht abgeworfen. Sollte man jedoch den Blockball dabei aus den Händen verlieren, so gilt das als Abwurf.
6. Fairplay
Dodgeball funktioniert nur mit Fairplay. Da auf Grund der Geschwindigkeit des Spiels sowie der Anzahl an Bällen nicht alles von den Schiedsrichtern gesehen werden kann, gilt es, fair zu spielen und das Schiedsrichterteam nach bestem Wissen und Gewissen zu unterstützen.

## Spielball

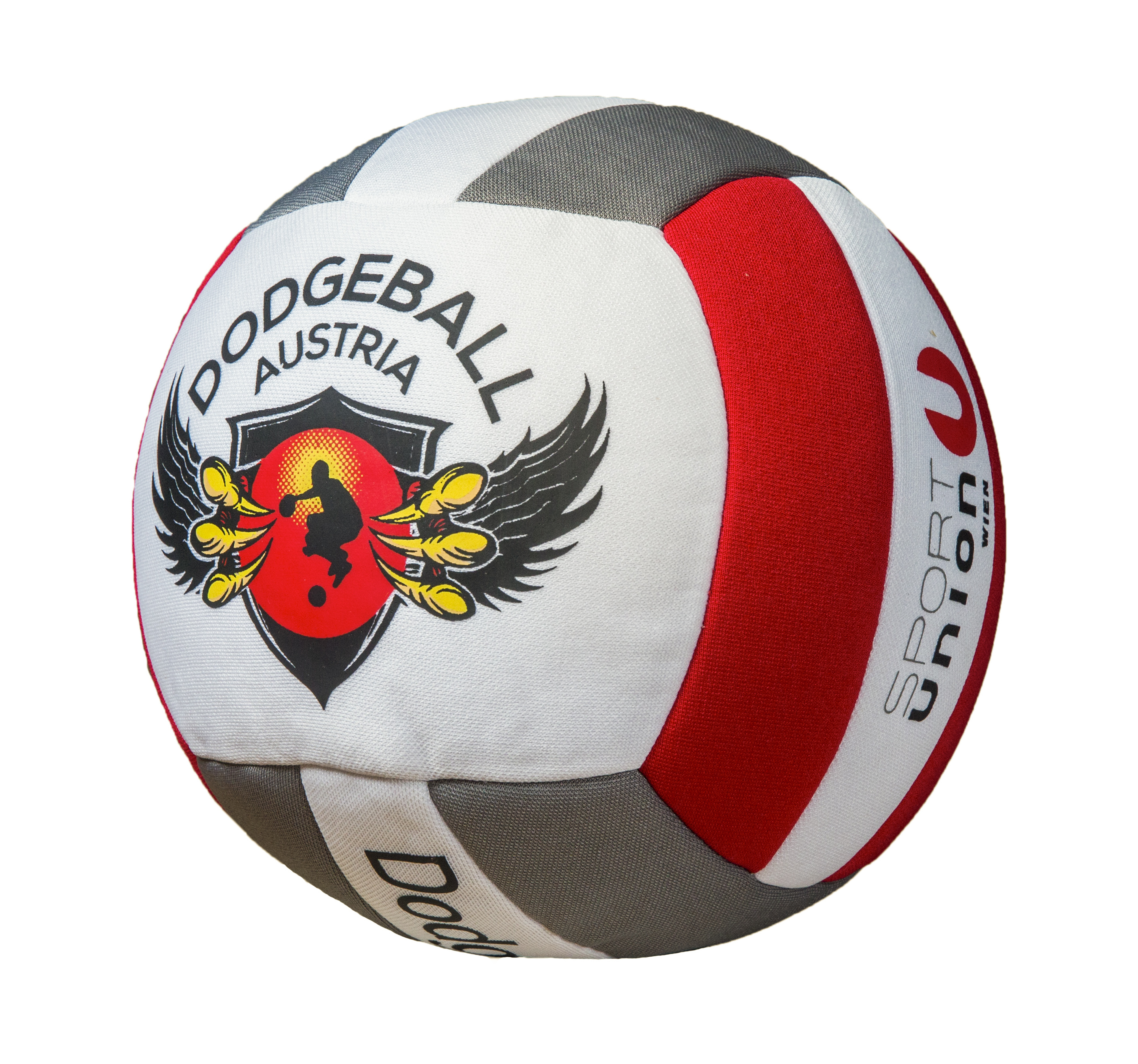
Cloth-Dodgeball

Dodgeball wird weltweit mit unterschiedlichen Bällen praktiziert. Die gängigsten Spielbälle und deren Beschaffenheit sind:
1. Cloth-Ball
Der Cloth-Ball besteht aus einem inneren aufblasbaren Gummiball mit einer Stoff-Außenhaut. Es gibt drei unterschiedliche Größen (2–4).
| Größe | ø            | Druck                     | Gewicht |
| ----- | ------------ | ------------------------- | ------- |
| 2     | 15,3 cm (6″) | 125–145 hPa (1,8–2,1 psi) | 210 g   |
| 3     | 17,8 cm (7″) | 125–145 hPa (1,8–2,1 psi) | 230 g   |
| 4     | 20,3 cm (8″) | 125–145 hPa (1,8–2,1 psi) | 250 g   |

Der Ball der Größe 3 ist der offizielle Spielball bei nationalen und internationalen Dodgeball-Turnieren in Europa sowie einigen weiteren Ländern der Welt.
2. Foam-Ball
Der Foam-Ball ist ein nicht-aufblasbarer Schaumstoffball mit einer Elefantenhaut-Außenbeschichtung. Der Standard-Durchmesser beträgt 17,8 cm. Dieser Ball findet im Nachwuchs große Anwendung und wird auch bei Wettkämpfen im Erwachsenenbereich verwendet.
Der Foam-Ball ist der offizielle Spielball bei nationalen und internationalen Dodgeball-Turnieren in einigen Ländern der Welt.
3. Rubber-Ball
Der Rubber-Ball ist ein aufblasbarer Gummiball ohne Innenball. Die Außenhaut ist geriffelt. Dieser Ball mit einem Standard-Durchmesser von 21,6 cm findet auf Grund seiner höheren Belastbarkeit größtenteils im Outdoor-Bereich Verwendung.
4. Plastik-Ball
Der Plastik-Ball ist ein aufblasbarer Gummiball ohne Innenball. Die Außenhaut ist glatt. Dieser Ball findet auf Grund seiner höheren Belastbarkeit größtenteils im Outdoor-Bereich Verwendung. Er hat einen Standard-Durchmesser von 20,3 cm.

## Spielfeld

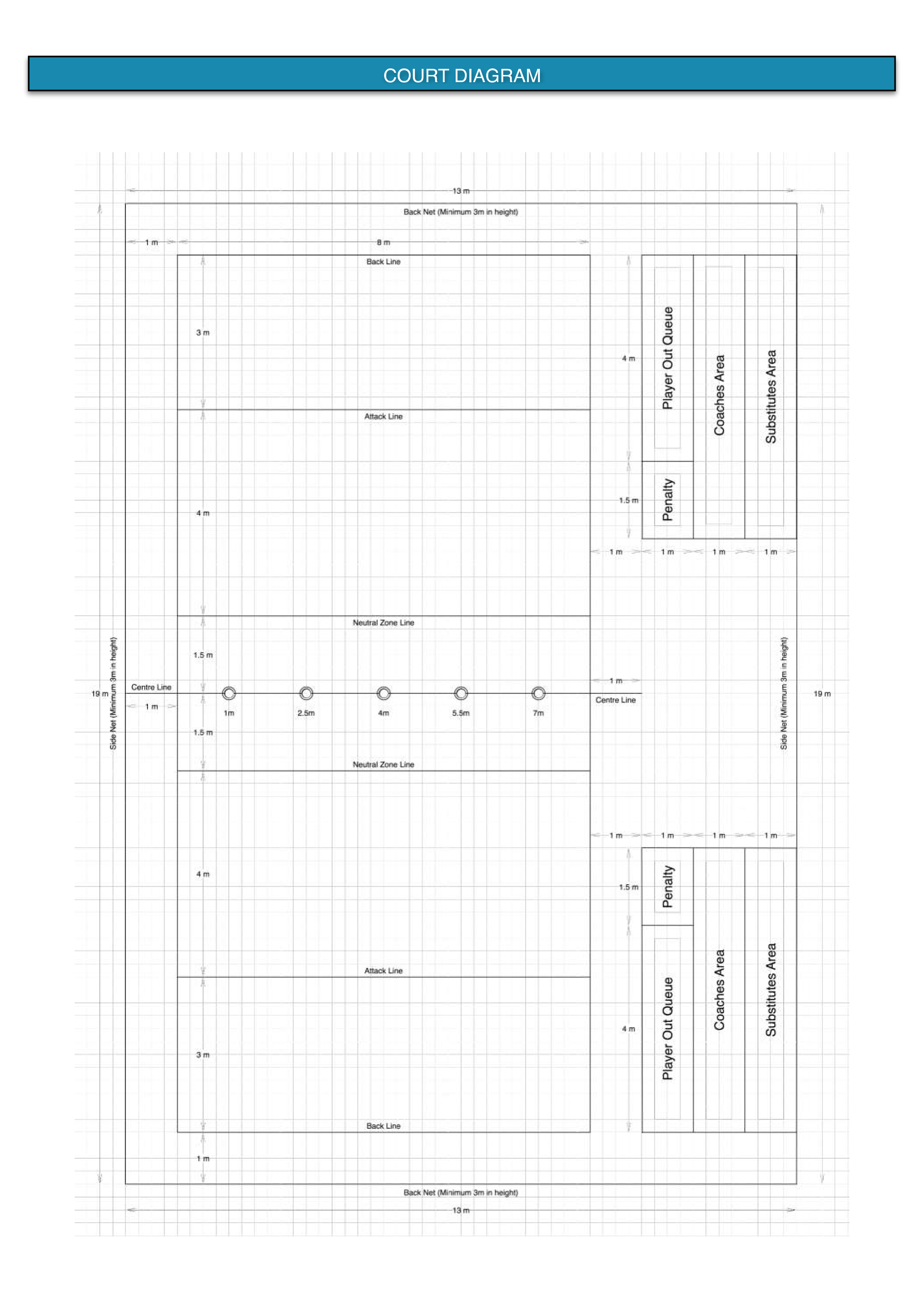
Offizielles Dodgeball-Spielfeld

Das Spielfeld ist rechteckig mit den Maßen 9 m × 18 m (Volleyball-Feld) als Standard für internationale Wettbewerbe. Es ist auch zulässig, die äußeren Spielfeldmaße zu adaptieren, wenn die Neutral Zone-Linien, also die Abwurflinien, adaptiert werden. Hierbei ist zu beachten, dass die Wurfdistanz von 7 m gewahrt bleibt. Zusätzlich zum Spielfeld und den darin markierten Zonen gibt es außerhalb davon noch Bereiche, die für das Spiel notwendig sind. Die „Player Queue“ oder „Out-Box“ genannte Fläche ist für Spieler, die aus dem laufenden Spiel eliminiert werden. In die „Penalty Box“ werden Spieler verwiesen, die eine Gelbe Karte erhalten haben. Des Weiteren gibt es eine „Schiedsrichter-Zone“, eine „Coaching-Zone“ sowie eine „Wechselspieler-Zone“.

## Varianten
Varianten des Dodgeballs sind sehr verbreitet. Zu diesen zählen generell sämtliche Arten der Abwurfspiele.
Dr. Dodgeball: In dieser Variante von Dodgeball gibt es einen König. Spieler, die getroffen werden, müssen sich auf den Boden legen, bis Dr. Dodgeball kommt und sie wieder belebt. Erst wenn der König selbst getroffen wird, endet das Spiel.
King’s Court ist wie das normale Dodgeball, allerdings gibt es hier auch einen König, von dem Sieg oder Niederlage einer Mannschaft abhängen. Scheidet er aus, ist das Spiel zu Ende.
Ebenso existieren die Varianten Prisonball (Gefängnisball), Nationball, King’s Court (Canada) oder Crossfire. Die letzte Variante ist dem deutschen Völkerball sehr ähnlich. Wird ein Spieler getroffen, so kommt er ins „Gefängnis“ (hinter die feindliche Mannschaft). Von dort aus kann er versuchen, sich wieder ins Spiel zu werfen. Gelingt es einem Gefangenen, einen gegnerischen Spieler abzuwerfen, darf er wieder aufs Spielfeld. Hier gibt es keinen König.

## Dodgeball-Veranstaltungen
Deutschland

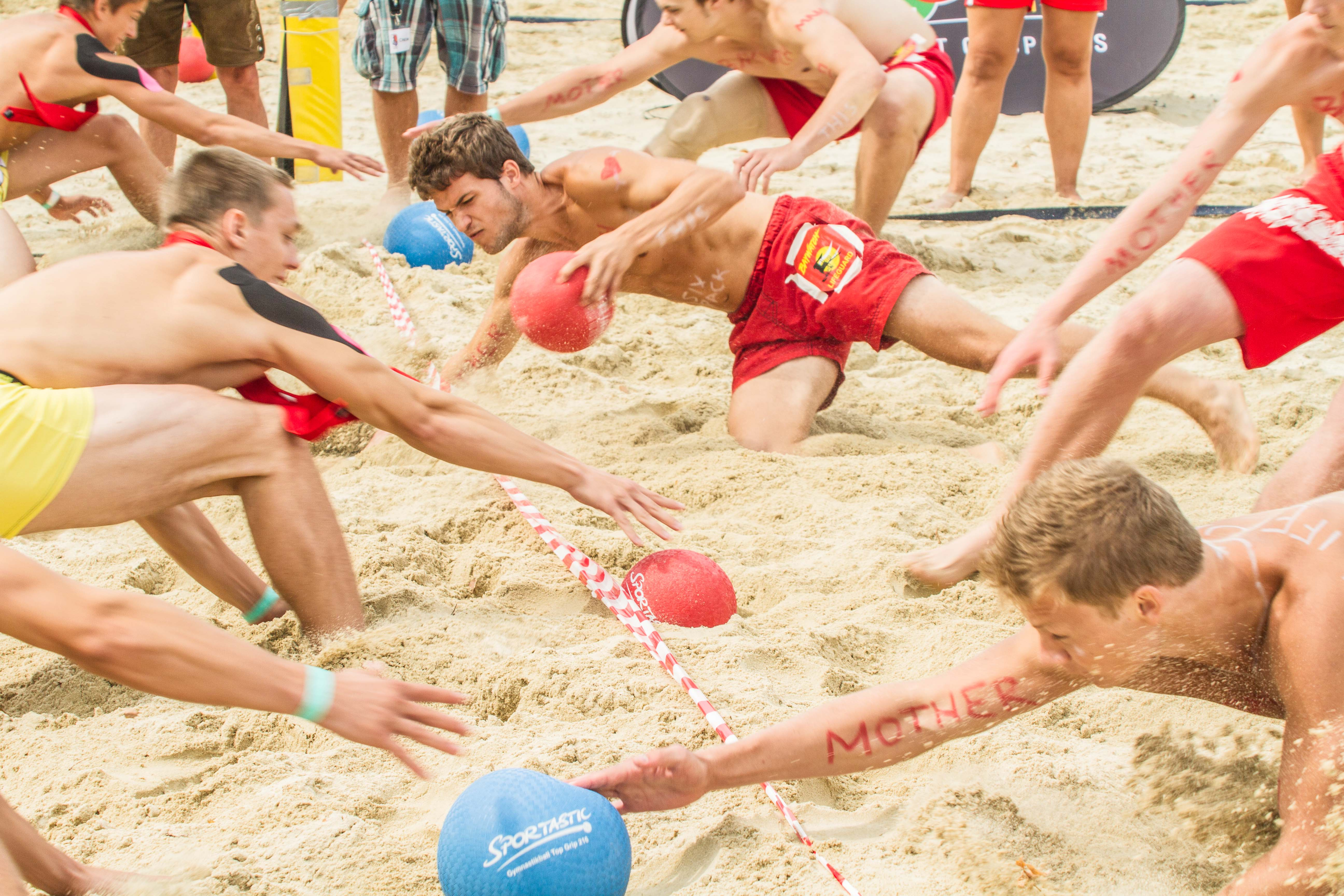
Beach-Dodgeball-Events

Im westfälischen Stadtlohn findet seit 2007 einmal jährlich das größte Dodgeball-Turnier Europas mit mehr als 2000 Teilnehmern aus der gesamten Welt statt. Der Dodgeball Beach Cup gehört zu den größten Funsport-Events Deutschlands und lockt jedes Jahr mehr als 20.000 Besucher an den künstlich angelegten Stadtstrand. Ebenfalls in Stadtlohn wurde 2015 mit dem Deutschen Dodgeball-Bund ein erster bundesweiter Dachverband gegründet. Aufgrund der Konkurrenz zum in Deutschland traditionell weit verbreiteten Völkerball, dem der Deutsche Turner-Bund vorsteht, konnte sich Dodgeball bislang nur in einzelnen Regionen etablieren.
Österreich
In Österreich bekommt der Trendsport eine immer größere Bedeutung. Die Austrian Dodgeball Association (ADBA) führt seit 2012 große Turnierveranstaltungen für Studenten, Schüler und Ballsportinteressierte im ganzen Land durch. Mittlerweile kann die ADBA über 3000 aktive Teilnehmer und mehrere Hundert Zuschauer verzeichnen.
Europa
Generell entstehen in Europa immer mehr Dodgeball-Veranstaltungen, die auf den Funsport-Charakter des Spiels abzielen und bei denen es Brauch ist, verkleidet an den Start zu gehen.

## Europäischer Dodgeball-Verband
In Europa hat die Verbreitung des Dodgeballsports in den letzten 10 Jahren stark zugenommen. Daher wurde 2008 der Europäische Dodgeballverband gegründet und seit 2010 werden im Dodgeballsport Europameisterschaften ausgetragen.
Zusätzlich haben sich seit 2017 auch regionale Meisterschaften etabliert und ab 2024 finden auch Jugend-Europameisterschaften statt.
Der Europäische Verband zählt mittlerweile 23 nationale Mitgliedsverbände, die in ihren Ländern den Dodgeballsport auf allen Ebenen umsetzen. Langfristiges Ziel ist es, die offizielle Anerkennung als Sport in allen europäischen Ländern zu erreichen.
|    | Nation                  | Organisation                       |
| -- | ----------------------- | ---------------------------------- |
| 1  | Belgien                 | Dodgeball Belgium                  |
| 2  | Bulgarien               | Dodgeball Federation Bulgaria      |
| 3  | Dänemark                | Dodgeball Danmark                  |
| 4  | Deutschland             | Deutscher Dodgeball-Bund           |
| 5  | Frankreich              | Fédération du Dodgeball Français   |
| 6  | Georgien                | Georgian Dodgeball Federation      |
| 7  | Irland                  | Irish Dodgeball Association        |
| 8  | Italien                 | Associazione Italiana Dodgeball    |
| 9  | Kroatien                | Hrvatski Dodgeball Savez           |
| 10 | Niederlande             | Dodgeball Bond Nederland           |
| 11 | Norwegen                | Norwegian Dodgeball Association    |
| 12 | Österreich              | Austrian Dodgeball Association     |
| 13 | Portugal                | Associacao Portuguesa de Dodgeball |
| 14 | Rumänien                | Asociația Română de DodgeBall      |
| 15 | Schweden                | Svenska Dodgeball Förbundet        |
| 16 | Schweiz                 | Fédération Suisse de Dodgeball     |
| 17 | Serbien                 | Serbian Dodgeball Federation       |
| 18 | Spanien                 | Asociación Española de Dodgeball   |
| 19 | Tschechien              | Česká Asociace Dodgeballu          |
| 20 | Türkei                  | Dodgeball Türkiye                  |
| 21 | Ukraine                 | Dodgeball Federation of Ukraine    |
| 22 | Ungarn                  | Hungary Dodgeball                  |
| 23 | Vereinigtes Königreich* | British Dodgeball                  |

*Das Vereinigte Königreich hat sowohl einen Gesamtverband als auch subsidiäre Organisationen für die Länder England, Wales, Schottland und Nordirland. Diese Länder treten – ähnlich wie im Fußballsport – eigenständig bei internationalen Dodgeball-Wettkämpfen an.
|   | Region     | Organisation                       |
| - | ---------- | ---------------------------------- |
| 1 | England    | England Lions Dodgeball            |
| 2 | Nordirland | Northern Ireland Knights Dodgeball |
| 3 | Schottland | Scotland Highlanders Dodgeball     |
| 4 | Wales      | Wales Dragons Dodgeball            |

## Dodgeball-Europameisterschaften

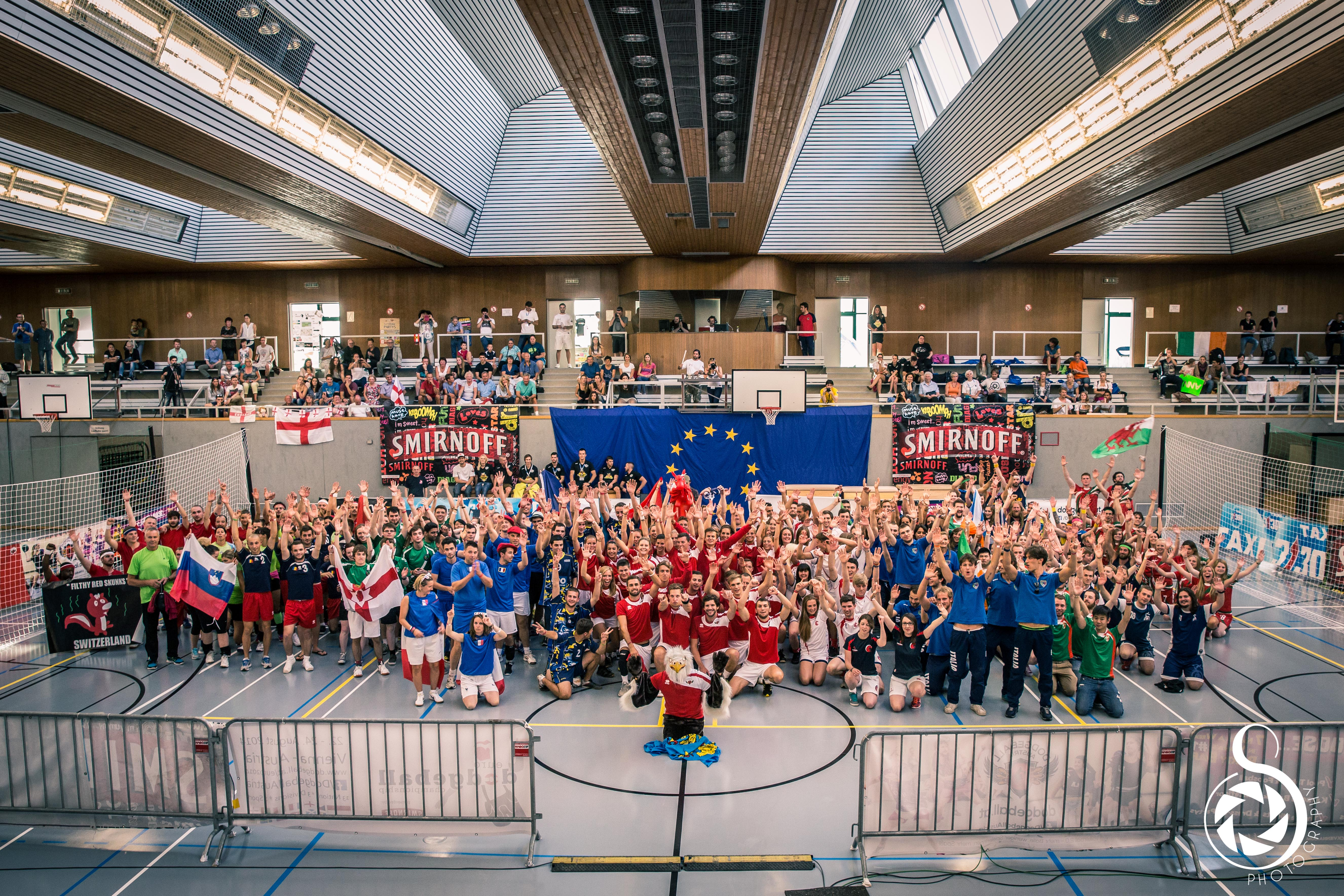
Dodgeball-Europameisterschaft 2014 in Wien

Die Dodgeball-Europameisterschaften fanden im Jahr 2023 zum 12. Mal statt. Im Oktober traten 54 Teams aus 19 Mitgliedsorganisationen in Osijek (Kroatien) an, um um den Titel Dodgeball-Europameister zu spielen.
In den Jahren 2010–2018 war das englische Nationalteam dominierend, ab 2015 konnten Italien und Österreich den Seriensieger bei den Damen bezwingen, 2019 gelang es Österreich erstmals, England auch im Herren- und Mixed-Bewerb zu entthronen. 2022 stieß nun auch Nordirland in die Riege der Europameister vor.
In den Jahren 2020 und 2021 wurden auf Grund der Covid-19-Pandemie keine Europameisterschaften ausgetragen.
Ab 2023 finden die Europameisterschaften im 2-Jahres-Rhythmus statt. Nächster Gastgeber ist Irland 2025.
| Jahr | Gastgeber   | Ort        | Europameister Herren | Europameister Damen | Europameister Mixed |
| 2010 | England     | London     | England              | ---                 | ---                 |
| 2011 | Schweden    | Stockholm  | England              | England             | ---                 |
| 2012 | Italien     | Cesenatico | England              | England             | ---                 |
| 2013 | England     | Chester    | England              | England             | ---                 |
| 2014 | Österreich  | Wien       | England              | England             | England             |
| 2015 | Nordirland  | Belfast    | England              | Italien             | England             |
| 2016 | Frankreich  | Paris      | England              | Österreich          | England             |
| 2017 | Schottland  | Glasgow    | England              | Österreich          | England             |
| 2018 | Italien     | Lignano    | England              | Österreich          | England             |
| 2019 | England     | Newcastle  | Österreich           | Österreich          | Österreich          |
| 2022 | Niederlande | Drachten   | Nordirland           | Österreich          | Nordirland          |
| 2023 | Kroatien    | Osijek     | Nordirland           | England             | Österreich          |
| 2025 | Irland      | Limerick   |                      |                     |                     |

## Dodgeball-Weltverband und Dodgeball-Weltmeisterschaften
Von 2016 bis 2018 trug der Dodgeball-Weltverband „World Dodgeball Association (WDA)“ zwei Weltmeisterschaften aus, bei denen auch europäische Mannschaften teilnahmen.
Seit 2020 spielen alle europäischen Verbände unter dem Weltverband „World Dodgeball Federation (WDBF)“, welcher bis dato nur in Nordamerika und Asien präsent war.
2022 fand die erste WDBF-Weltmeisterschaft mit europäischer Beteiligung statt. Des Weiteren wurden dabei auch erstmalig in den zwei weltweit gängigsten Ballformaten („Cloth“ und „Foam“) Weltmeistertitel ausgespielt, was zur Folge hatte, dass es sechs WM-Wettbewerbe gab.
Langfristiges Ziel ist die Zusammenführung der beiden Weltverbände, deren Trennung auf unterschiedlichen regionalen Entwicklungen des Spiels (Regeln, Bälle) beruht.
Die nächste WDBF-Weltmeisterschaft findet 2024 in Österreich statt.

### WDBF Dodgeball World Championships 2022 - Edmonton / KANADA
| Platz | Nation                 | Platz | Nation                 | Platz | Nation                 | Platz | Nation     | Platz | Nation     | Platz | Nation             |
| ----- | ---------------------- | ----- | ---------------------- | ----- | ---------------------- | ----- | ---------- | ----- | ---------- | ----- | ------------------ |
| 1.    | Vereinigtes Königreich | 1.    | Österreich             | 1.    | Österreich             | 1.    | Malaysia   | 1.    | Kanada     | 1.    | Kanada             |
| 2.    | Österreich             | 2.    | Vereinigtes Königreich | 2.    | Vereinigtes Königreich | 2.    | Australien | 2.    | Hongkong   | 2.    | Malaysia           |
| 3.    | Australien             | 3.    | Australien             | 3.    | Vereinigte Staaten     | 3.    | Kanada     | 3.    | Australien | 3.    | Vereinigte Staaten |

Teilnehmer Herren Cloth (10): USA, Kanada, Großbritannien, Österreich, Australien, Mexiko, Italien, Schweden, Irland, Frankreich
Teilnehmer Damen Cloth (10): USA, Kanada, Großbritannien, Österreich, Australien, Mexiko, Italien, Schweden, Irland, Frankreich
Teilnehmer Mixed Cloth (10): USA, Kanada, Großbritannien, Österreich, Australien, Mexiko, Italien, Schweden, Irland, Frankreich
Teilnehmer Herren Foam (12): USA, Kanada, Großbritannien, Österreich, Australien, Mexiko, Italien, Schweden, Irland, Hong Kong, Neuseeland, Malaysia
Teilnehmer Damen Foam (10): USA, Kanada, Großbritannien, Australien, Mexiko, Italien, Schweden, Hong Kong, Neuseeland, Malaysia
Teilnehmer Mixed Foam (13): USA, Kanada, Großbritannien, Österreich, Australien, Mexiko, Italien, Schweden, Irland, Hong Kong, Neuseeland, Malaysia, Norwegen

### WDA Dodgeball World Cup 2018 - New York City / USA
| Platz | Nation     | Platz | Nation     | Platz | Nation     |
| ----- | ---------- | ----- | ---------- | ----- | ---------- |
| 1.    | Österreich | 1.    | England    | 1.    | England    |
| 2.    | Malaysia   | 2.    | Österreich | 2.    | Schottland |
| 3.    | Nordirland | 3.    | Australien | 3.    | Österreich |
| 4.    | England    | 4.    | Hongkong   | 4.    | Australien |

Teilnehmer Herren: USA, Kanada, England, Österreich, Ägypten, Australien, Malaysia, Singapur, Nordirland, Irland
Teilnehmer Damen: USA, Kanada, England, Österreich, Ägypten, Australien, Malaysia, Singapur, Hongkong, Slowenien
Teilnehmer Mixed: USA, Kanada, England, Österreich, Ägypten, Australien, Malaysia, Schottland, Hongkong, Slowenien

### WDA Dodgeball World Cup 2016 - Manchester / England
| Platz | Nation     | Platz | Nation     |
| ----- | ---------- | ----- | ---------- |
| 1.    | England    | 1.    | Australien |
| 2.    | Malaysia   | 2.    | Österreich |
| 3.    | Österreich | 3.    | England    |
| 4.    | Wales      | 4.    | Italien    |

## Kritik an Dodgeball
In einer groß angelegten Studie zu Sportarten im Sportunterricht an nordamerikanischen Schulen, wird die Wirkung von Dodgeball stark kritisiert. Das Ballspiel baue laut Forschern Aggressionen auf, statt diese abzubauen, und könne die Demütigung von schwächeren Spielteilnehmern verstärken.

## Mediale Umsetzung
Das Spielprinzip wurde 1987 von Technos Japan in Form eines Videospiels verarbeitet. Der Titel Super Dodge Ball wurde seitdem für zahlreiche Spielkonsolen und Computersysteme veröffentlicht.
Im 2004 produzierten Spielfilm Voll auf die Nüsse, mit Vince Vaughn und Ben Stiller in den Hauptrollen, griffen die Produzenten Dodgeball als Kernelement des komödiantischen Filmplots auf.